# Termini reggicatena di palazzo Vecchio
I Termini reggicatena di palazzo Vecchio sono due sculture in marmo riferite tradizionalmente a Vincenzo de' Rossi (quello maschile) e a Baccio Bandinelli (quello femminile). Furono realizzati verso il 1542 e sono collocati ai lati dell'ingresso principale del palazzo su piazza della Signoria.

## Storia e descrizione
Le due sculture, poste ai lati dell'ingresso principale di Palazzo Vecchio (e quindi alle spalle delle colossali figure del David di Michelangelo e dell'Ercole e Caco dello stesso Baccio Bandinelli) furono realizzate come termini per tendere una catena a impedire l'ingresso all'edificio da parte di carri e carrozze, nel momento in cui questo divenne residenza ducale, sancendo la separazione del palazzo dal resto della piazza. 
Rappresentano una figura maschile e una femminile (forse Filemone e Bauci che secondo la leggenda furono trasformati da Giove lui in quercia e lei in tiglio o, come proposto da Carlo Francini, Terminus e Iuventas), le gambe saldate al terreno da un viluppo di rami, i sessi coperti da foglie di bronzo, le braccia troncate all'altezza del torace. La figura femminile reca ancora su di un lato l'anello metallico dove si doveva assicurare la catena. Collocate nel 1542, sono state tradizionalmente attribuite a Baccio Bandinelli la figura femminile, a Vincenzo de' Rossi la maschile, contraddicendo in parte la testimonianza di Francesco Bocchi, che, descrivendo il palazzo, precisa: "Termini dinanzi alla porta del palazzo, ove la catena è appiccata, sono altresì di mano del Bandinello, e non di suoi allievi". 
Le opere sono state interessate da restauri nel 1996, nel 2009 e nel 2023.